# Lijst van nummer 1-hits in Duitsland in 2019
Deze hits stonden in 2019 op nummer 1 in de Musikmarkt Top 100, de bekendste hitlijst in Duitsland.
| Datum        | Artiest                                      | Titel                           |
| ------------ | -------------------------------------------- | ------------------------------- |
| 4 januari    | Ava Max                                      | Sweet but psycho                |
| 11 januari   | Ava Max                                      | Sweet but psycho                |
| 18 januari   | Shindy                                       | Dodi                            |
| 25 januari   | Mero                                         | Hobby hobby                     |
| 1 februari   | Capital Bra                                  | Prinzessa                       |
| 8 februari   | Capital Bra                                  | Prinzessa                       |
| 15 februari  | Eno & Mero                                   | Ferrari                         |
| 22 februari  | KC Rebell, Summer Cem & Capital Bra          | DNA                             |
| 1 maart      | Shirin David                                 | Gib ihm                         |
| 8 maart      | Shirin David                                 | Gib ihm                         |
| 15 maart     | Mero                                         | Wolke 10                        |
| 22 maart     | Capital Bra & Samra                          | Wir ticken                      |
| 29 maart     | Capital Bra                                  | Cherry lady                     |
| 5 april      | Rammstein                                    | Deutschland                     |
| 12 april     | Samra                                        | Harami                          |
| 19 april     | Rammstein                                    | Deutschland                     |
| 26 april     | Lil Nas X                                    | Old town road                   |
| 3 mei        | Lil Nas X                                    | Old town road                   |
| 10 mei       | Juju & Henning May                           | Vermissen                       |
| 17 mei       | Juju & Henning May                           | Vermissen                       |
| 24 mei       | Samra & Capital Bra                          | Wieder lila                     |
| 31 mei       | Samra & Capital Bra                          | Wieder lila                     |
| 7 juni       | Lil Nas X                                    | Old town road                   |
| 14 juni      | Lil Nas X                                    | Old town road                   |
| 21 juni      | Kalazh44, Capital Bra, Samra, Nimo & Luciano | Royal rumble                    |
| 28 juni      | Capital Bra & Samra                          | Tilidin                         |
| 5 juli       | Capital Bra & Samra                          | Tilidin                         |
| 12 juli      | Capital Bra & Samra                          | Tilidin                         |
| 19 juli      | Samra & Capital Bra                          | Zombie                          |
| 26 juli      | Shawn Mendes & Camila Cabello                | Señorita                        |
| 2 augustus   | Shawn Mendes & Camila Cabello                | Señorita                        |
| 9 augustus   | Shawn Mendes & Camila Cabello                | Señorita                        |
| 16 augustus  | Shawn Mendes & Camila Cabello                | Señorita                        |
| 23 augustus  | Shawn Mendes & Camila Cabello                | Señorita                        |
| 30 augustus  | Capital Bra & Samra                          | Nummer 1                        |
| 6 september  | Apache 207                                   | Roller                          |
| 13 september | Loredana & Mero                              | Kein plan                       |
| 20 september | Tones and I                                  | Dance monkey                    |
| 27 september | Capital Bra, Samra & LEA                     | 110                             |
| 4 oktober    | Capital Bra, Samra & LEA                     | 110                             |
| 11 oktober   | Tones and I                                  | Dance monkey                    |
| 18 oktober   | Tones and I                                  | Dance monkey                    |
| 25 oktober   | Apache 207                                   | Wieso tust du dir das an?       |
| 1 november   | Tones and I                                  | Dance monkey                    |
| 8 november   | Tones and I                                  | Dance monkey                    |
| 15 november  | Tones and I                                  | Dance monkey                    |
| 22 november  | Tones and I                                  | Dance monkey                    |
| 29 november  | Tones and I                                  | Dance monkey                    |
| 6 december   | Capital Bra                                  | Der Bratan bleibt der gleiche   |
| 13 december  | Nimo & Hava                                  | Kein schlaf                     |
| 20 december  | Tones and I                                  | Dance monkey                    |
| 27 december  | Mariah Carey                                 | All I want for Christmas is you |